# Neil Murray (brytyjski muzyk)

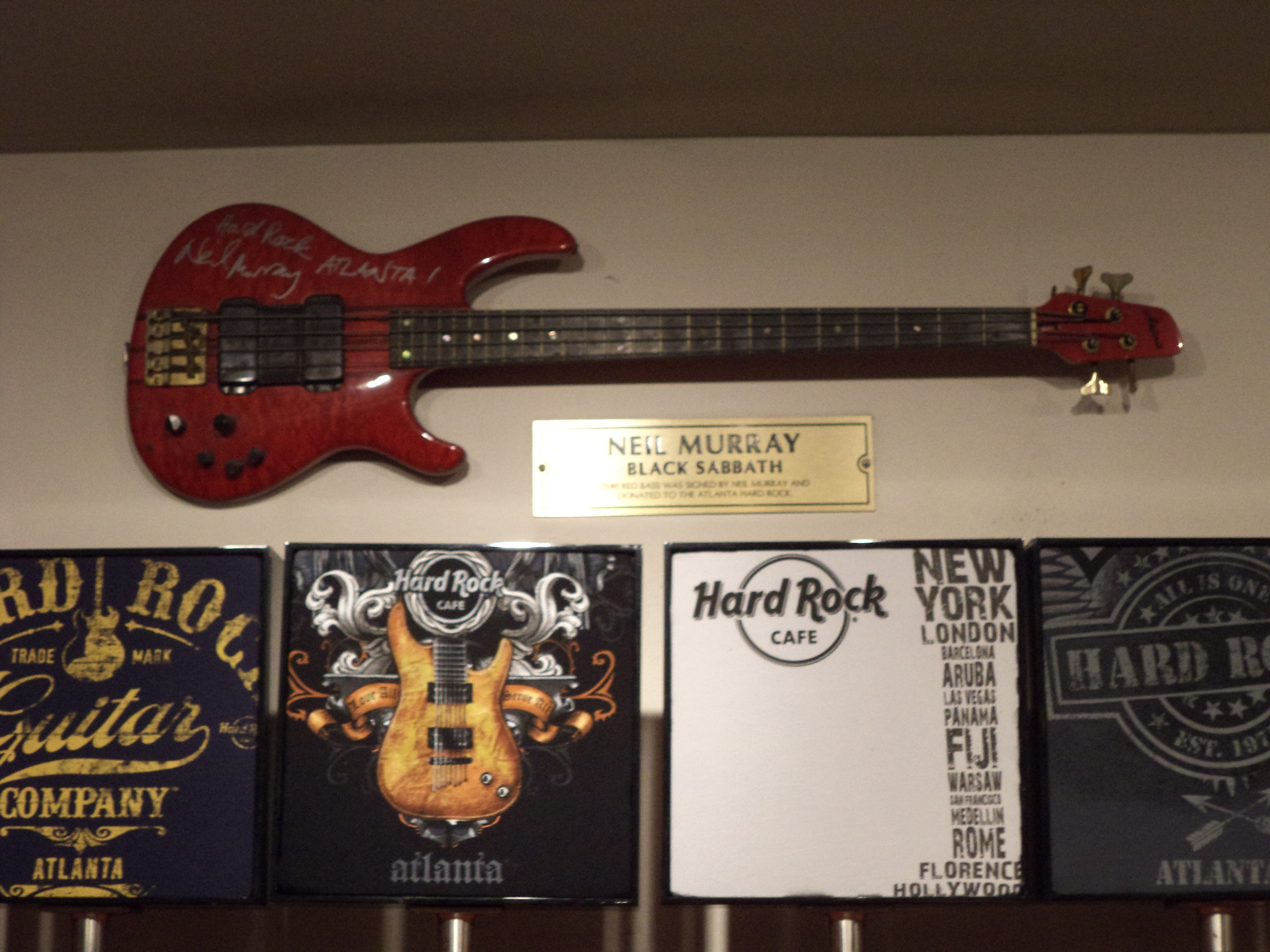
Gitara Neila Murraya

Philip Neil Murray (ur. 27 sierpnia 1950 w Edynburgu) – angielski basista, grał w zespołach, m.in.: Whitesnake, czy Black Sabbath.

## Dyskografia (jako członek zespołów)

### Hanson
- Magic Dragon (1974)

### Colosseum II
- Strange New Flesh (1976)

### National Health
- National Health (1977)

### Whitesnake
- Live at Hammersmith (1978)
- Snakebite (1978)
- Trouble (1978)
- Lovehunter (1979)
- Ready an’ Willing (1980)
- Live...In the Heart of the City (1980)
- Come an’ Get It (1981)
- Saints & Sinners (1982)
- Slide It In (US release) (1984)
- Whitesnake (1987)
- Live in 1984: Back to the Bone (2014)

### Gogmagog
- I Will Be There EP (1985)

### Vow Wow
- V (1987)
- Shock Waves (1987)
- Revive (1987)
- Helter Skelter (1989)

### Black Sabbath
- Tyr (1990)
- Forbidden (1995)

### The Brian May Band
- Back to the Light (1992)
- Live at Brixton Academy (1993)
- Another World (Brian May solo album) (1998)

### Peter Green Splinter Group
- Peter Green Splinter Group (1997)
- The Robert Johnson Songbook (1998)

### The Company of Snakes
- Here They Go Again (2001)
- Burst the Bubble (2002)

### Empire
- Hypnotica (2001)
- Trading Souls (2003)
- The Raven Ride (2006)
- Chasing Shadows (2007)

### Rondinelli
- Our Cross, Our Sins (2002)

### M³
- Classic 'Snake Live Volume 1 (2003)

### Space Elevator
- Space elevator Album (2014)